# Caiac canoe la Jocurile Olimpice de vară din 2024 - K-4 500 m masculin
Proba masculină de canoe K-4 500 de metri de la Jocurile Olimpice de vară din 2024 a avut loc în perioada 6-8 august 2024 pe Stadionul Nautic Olimpic Național din Île-de-France, aflat la aproximativ 30 de kilometri de Paris.

## Program
Orele sunt ora Franței (UTC+1) 
| Data                 | Timp        | Etapă                         |
| -------------------- | ----------- | ----------------------------- |
| Marți, 6 august 2024 | 9:30 11:10  | Calificări Sferturi de finală |
| Joi, 8 august 2024   | 11:50 13:50 | Semifinale Finale             |

## Rezultate

### Serii

#### Seria 1
| Loc | Culoar | Țară      | Timp    | Note |
| --- | ------ | --------- | ------- | ---- |
| 1   | 3      | Serbia    | 1:20,99 | CSE  |
| 2   | 5      | Ungaria   | 1:21,18 | CSE  |
| 3   | 7      | Lituania  | 1:21,51 | CSF  |
| 4   | 6      | Ucraina   | 1:21,55 | CSF  |
| 5   | 2      | Canada    | 1:22,84 | CSF  |
| 6   | 4      | Danemarca | 1:22,98 | CSF  |

#### Seria 2
| Loc | Culoar | Țară          | Timp    | Note |
| --- | ------ | ------------- | ------- | ---- |
| 1   | 5      | Germania      | 1:20,51 | CSE  |
| 2   | 4      | Spania        | 1:20,60 | CSE  |
| 3   | 3      | Australia     | 1:22,28 | CSF  |
| 4   | 7      | Noua Zeelandă | 1:23,26 | CSF  |
| 5   | 6      | China         | 1:25,00 | CSF  |

### Sferturi de finală
| Loc | Culoar | Țară          | Timp    | Note |
| --- | ------ | ------------- | ------- | ---- |
| 1   | 2      | Australia     | 1:19,39 | CSF  |
| 2   | 5      | Noua Zeelandă | 1:20,56 | CSF  |
| 3   | 3      | Danemarca     | 1:20,56 | CSF  |
| 4   | 7      | Canada        | 1:20,65 | CSF  |
| 5   | 4      | Ucraina       | 1:20,94 | CSF  |
| 6   | 6      | Lituania      | 1:21,09 | CSF  |
| 7   | 1      | China         | 1:21,31 |      |

### Semifinale

#### Semifinala 1
| Loc | Culoar | Țară      | Timp    | Note |
| --- | ------ | --------- | ------- | ---- |
| 1   | 3      | Australia | 1:19,22 | FA   |
| 2   | 5      | Serbia    | 1:19,91 | FA   |
| 3   | 4      | Spania    | 1:19,98 | FA   |
| 4   | 2      | Ucraina   | 1:20,67 | FA   |
| 5   | 6      | Canada    | 1:20,70 |      |

#### Semifinala 2
| Loc | Culoar | Țară          | Timp    | Note |
| --- | ------ | ------------- | ------- | ---- |
| 1   | 5      | Germania      | 1:20,57 | FA   |
| 2   | 4      | Ungaria       | 1:21,07 | FA   |
| 3   | 2      | Lituania      | 1:21,27 | FA   |
| 4   | 3      | Noua Zeelandă | 1:21,73 | FA   |
| 5   | 6      | Danemarca     | 1:21,88 |      |

### Finala
| Loc | Culoar | Țară          | Timp    | Note |
| --- | ------ | ------------- | ------- | ---- |
| 1   | 4      | Germania      | 1:19,80 |      |
| 2   | 5      | Australia     | 1:19,84 |      |
| 3   | 7      | Spania        | 1:20,05 |      |
| 4   | 1      | Ucraina       | 1:21,01 |      |
| 5   | 2      | Lituania      | 1:21,13 |      |
| 6   | 3      | Serbia        | 1:21,52 |      |
| 7   | 6      | Ungaria       | 1:21,99 |      |
| 8   | 8      | Noua Zeelandă | 1:22,19 |      |